# Śląsk (prowincja)
Prowincja Śląsk (niem. Provinz Schlesien) – prowincja Prus powstała po kongresie wiedeńskim i istniejąca w latach 1815–1919 i 1938–1941. Jej stolicą był Wrocław (niem. Breslau). Po przegraniu przez Niemcy II wojny światowej niemal całe terytorium, na którym leżała prowincja, należy do Polski, natomiast już od 1920 fragmenty prowincji znalazły się w granicach Czechosłowacji (Ziemia hulczyńska) i Polski (województwo śląskie i kawałek województwa poznańskiego).
Prowincja śląska powstała w wyniku reformy administracyjnej państwa pruskiego, przeprowadzonej w obliczu zmian terytorialnych po wojnach napoleońskich i kongresie wiedeńskim. Po przejęciu przez Prusy północnej części Królestwa Saksonii część zajętych ziem obejmujących Górne Łużyce przyłączono do śląskiej jednostki administracyjnej, która objęła wówczas Lubań (niem. Lauban), Görlitz, Rothenburg, aż po Hoyerswerdę. Poza jej granicami znalazły się jednak, leżące już wcześniej w granicach Prus, północne ziemie śląskie – Krosno Odrzańskie (dawne księstwo krośnieńskie), Sulechów i Świebodzin.
W niemieckiej tradycji granice prowincji śląskiej utrwaliły się jako tradycyjne granice Śląska, podczas gdy w polskiej – opartej o pierwotne granice diecezji wrocławskiej – jego zachodni kraniec wyznacza Kwisa, a ziemie przyłączone w 1815 r. postrzega się jako część historycznych Łużyc.

## Historia

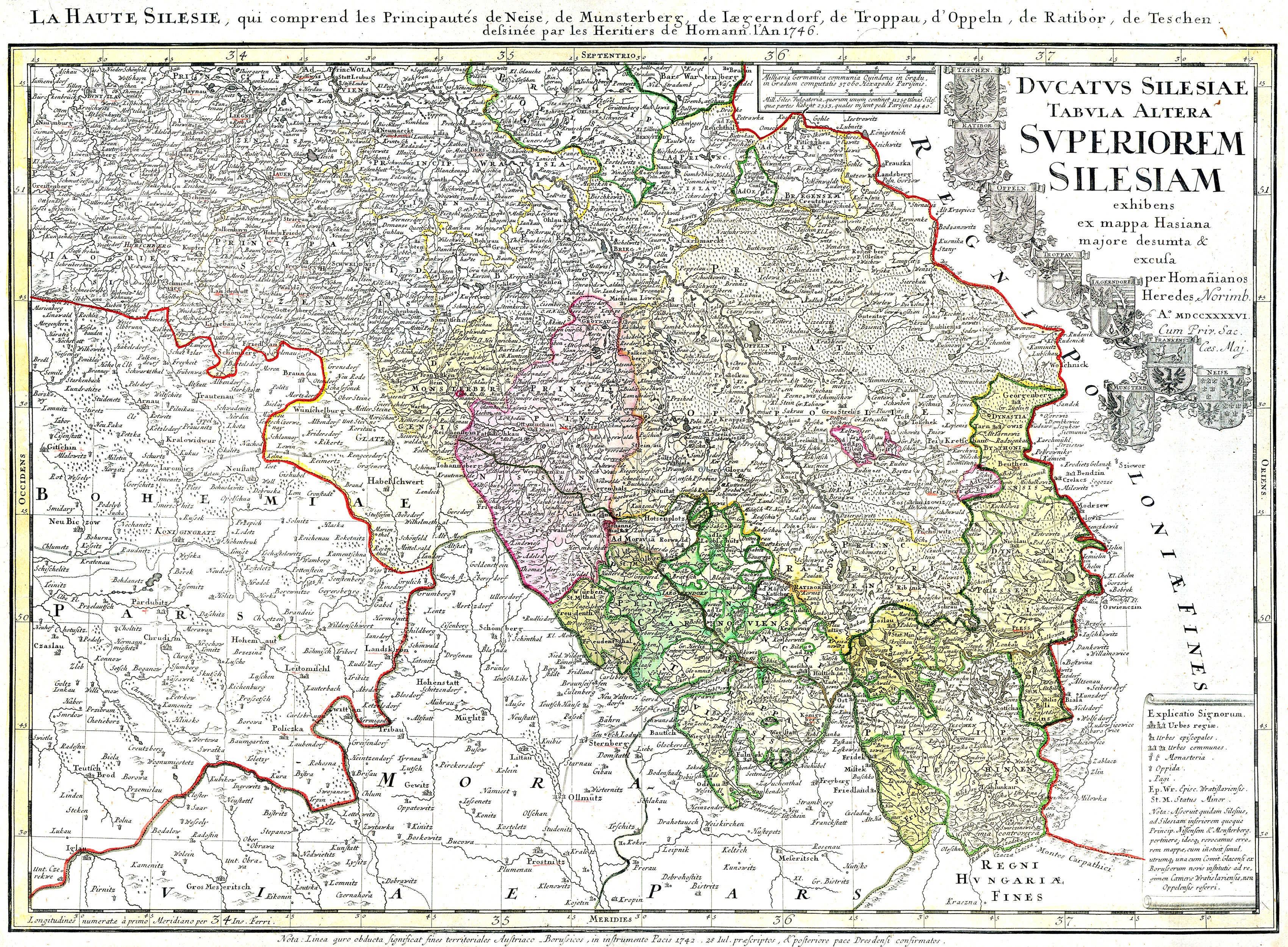
Górny Śląsk i część Dolnego na mapie z 1746 r.

Po wojnach śląskich teren Śląska został podzielony (ostatecznie w 1763 r.) pomiędzy Królestwo Prus i Monarchię Habsburgów (bardziej szczegółowo określając, pomiędzy wchodzące w skład Monarchii Habsburgów Królestwo Czech). Do państwa Hohenzollernów włączono większą część Śląska, zwaną czasem Śląskiem Pruskim. Przy Habsburgach pozostały południowe fragmenty dawniejszych księstw: nyskiego, karniowskiego oraz opawskiego, a także niemal całe Księstwo Cieszyńskie. Habsburgowie stracili również należącą do Kr. Czech ziemię kłodzką, włączoną administracyjnie do pruskiego Śląska.
Kr. Prus zdobyte terytorium nazwało Prowincją Śląską i w 1741 r. podzieliło na 2 departamenty kameralne ze stolicami we Wrocławiu (Śląsk Górny i tzw. Średni, 32 powiaty) i Głogowie (Śląsk Dolny, 16 powiatów). Granice dawnych księstw i powiatów pozostały w większości przypadków bez zmian, chociaż niektóre mniejsze jednostki wcielano do większych. Z trzech małych powiatów Nowogród, Przewóz i Żagań utworzono jeden duży w Żaganiu, z powiatów Prudnik, Biała i Głogówek jeden w Prudniku (choć początkowo stolica znajdowała się w Głogówku). Z powiatów Toszek i Gliwice powstał „podwójny” Toszek-Gliwice. Z dawnych wolnych państw stanowych swą rangę utrzymały tylko Bytom, Milicz i Pszczyna, stając się stolicami nowo utworzonych powiatów.
Do pruskiego Śląska należały 4 enklawy – w Brandenburgii wokół Świebodzina oraz na Łużycach – wsie Kromlau, Jämlitz i Tschernitz, wieś Lieskau oraz wieś Bloischdorf. Liczne enklawy występowały wewnątrz Śląska – w granicach powiatów znajdowały się ziemie z innych, niekoniecznie sąsiednich powiatów.
W 1741 r. wolne państwo stanowe Żmigród zostało podniesione do rangi księstwa. W 1793 r., po II rozbiorze Polski, do Prowincji Śląskiej włączono ziemię wschowską, przez 450 lat położoną w granicach Polski. Dwa lata później z części zachodniej Małopolski powstały dwa kolejne powiaty – pilicki i siewierski, które przyłączono jako Nowy Śląsk. Nabytki te odpadły już w 1807, najpierw na rzecz Księstwa Warszawskiego, a później Królestwa Polskiego (tzw. Kongresowego).
W 1809 r. Francuzi przenieśli siedzibę departamentu kameralnego z Głogowa do Legnicy z uwagi na jej bardziej centralne położenie.
Największe zmiany przyniósł rok 1815. Na Kongresie Wiedeńskim ustalono, że północne rejony Królestwa Saksonii zaanektuje Królestwo Prus. Tereny te, historycznie należące do Górnych Łużyc, włączono do nowo utworzonej prowincji Śląsk (Provinz Schlesien). Były to trzy powiaty – Zgorzelec, Lubań i Rózbork (Rothenburg). W 1825 r. po raz kolejny przesunięto administracyjną granicę Śląska na zachód – o około 50 kilometrów. Był to wąski i długi pas łużyckiego powiatu Hoyerswerda, otoczony z trzech stron Saksonią. Władca rozszerzył terytorium prowincji o nowe obszary, powiększając Śląsk.

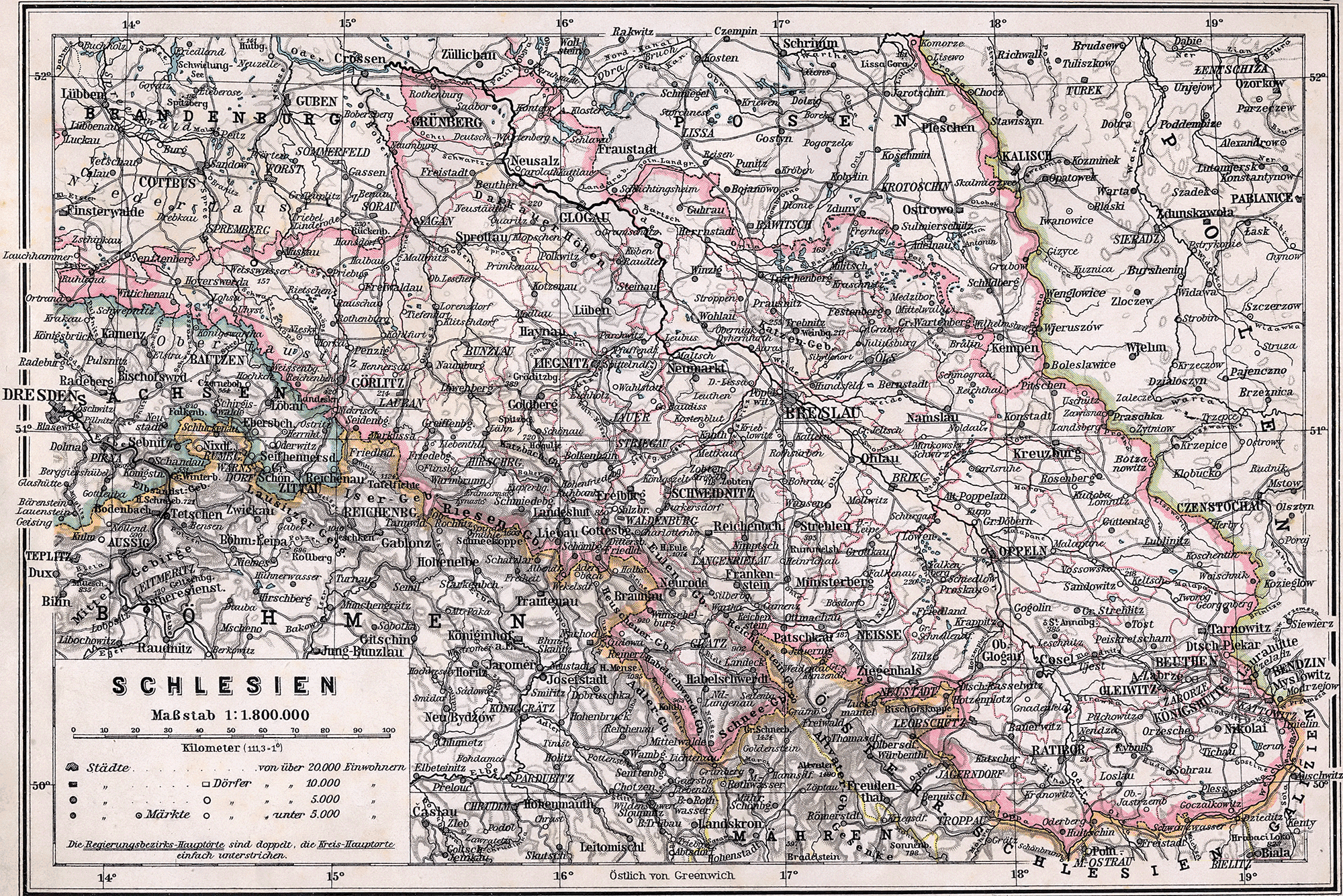
Prowincja Śląsk w roku 1905

Enklawę Świebodzina włączono do Brandenburgii (w 1815), podobnie jak wspomniane 3 mniejsze enklawy. Chcąc wyrównać północną granicę prowincji przesunięto ją bliżej Odry, włączając do niej fragmenty Brandenburgii – Czerwieńsk (Rothenburg) i Nietków (Polnisch Nettkow). Przydzielono je do powiatu zielonogórskiego, podobnie jak kolejny nabytek – wieś Drzonów.
W miejsce dawnych departamentów wprowadzono rejencje (Regierungsbezirk), które dzieliły się na powiaty. Na początku utworzono 4 rejencje: legnicką (13 powiatów), wrocławską (14), dzierżoniowską (11) i opolską (14). Dzierżoniowską w 1820 zlikwidowano i podzielono między rejencje wrocławską i legnicką. Do rejencji opolskiej włączono tereny dawnego księstwa nyskiego oraz niektóre inne ziemie, należące wcześniej do Dolnego Śląska (Kluczbork, Byczyna). Hrabstwo kłodzkie, posiadające do tej pory dużą samodzielność administracyjną, włączono do rejencji wrocławskiej. Tak ukształtowane rejencje pozostały w niemal niezmienionych granicach aż do 1945.
Wraz z reformą administracyjną zlikwidowano większość enklaw. W 1818 r. ze wschodniej części powiatu Racibórz, ziemi wodzisławskiej, żorskiej oraz południowych fragmentów powiatu gliwickiego utworzono powiat Rybnik. Z większych powiatów wykrojono mniejsze, samodzielne – np. Kamienna Góra, Świerzawa, Wałbrzych. Powstało też kilka całkowicie nowych – Lubań, Ziębice, Złotoryja-Chojnów. W 1820 powiat Kluczbork przeniesiono z rejencji wrocławskiej do opolskiej. Po reformach w rejencji wrocławskiej były 22 powiaty, w legnickiej 19, a w opolskiej 16. Powierzchnie były podobne – 13600, 13500 oraz 13200 kilometrów kwadratowych. Równolegle oprócz oficjalnych nazw stosowano też nazwy zwyczajowe – Śląsk Dolny na rejencję legnicką, Śląsk Średni lub Środkowy na wrocławską (Mittelschlesien) i Śląsk Górny na opolską.
W późniejszych dekadach doszło już tylko do niewielkich zmian wewnętrznych. W 1855 powstał powiat Nowa Ruda, w 1873 r. powiaty Katowice, Tarnowskie Góry i Zabrze. Na przełomie XIX i XX wieku miastami wydzielonymi (powiatami grodzkimi) były: Wrocław, Legnica, Opole, Zgorzelec, Bytom, Królewska Huta, Katowice i Świdnica. Największym powiatem był opolski (1424 km²), najmniejszym Królewska Huta (6 km²), jednak gęściej zaludnionym od opolskiego.

## Podział administracyjny

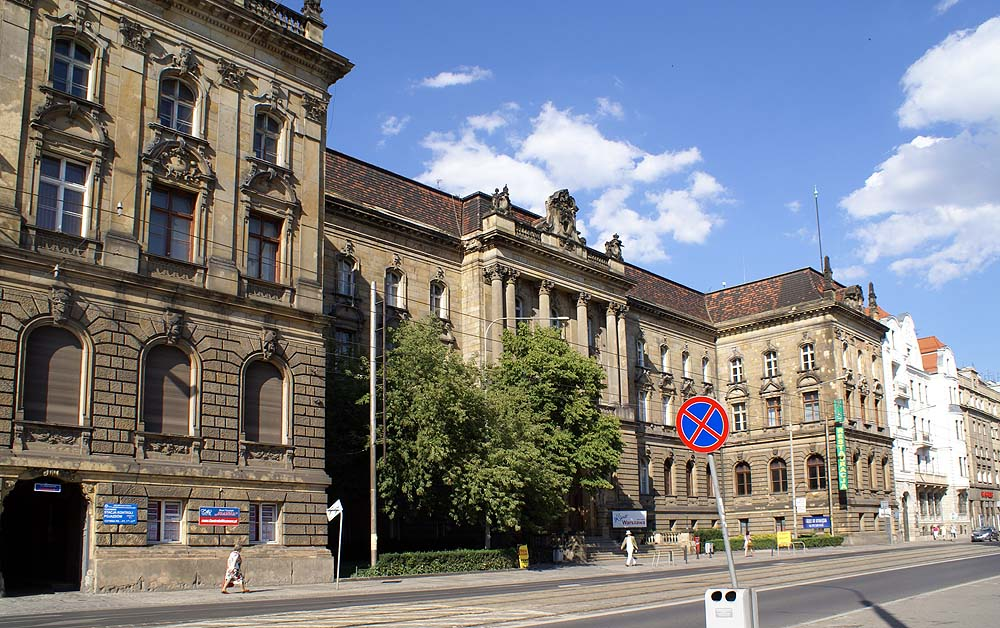
Dom Krajowy Prowincji Śląskiej we Wrocławiu

Mapa prowincji śląskiej z 1905 r.

Przez większość czasu prowincja Śląsk podzielona była na rejencje: legnicką, wrocławską, opolską. W początkowych latach (1815–1820) istniała także zachodnia rejencja z ośrodkiem w Reichenbach (dziś: Dzierżoniów). W 1816 r. do rejencji dzierżoniowskiej (później wrocławskiej) włączono hrabstwo kłodzkie. Podział ten istniał w praktycznie niezmienionej formie aż do końca I wojny światowej.
W 1919 r. została rozdzielona na dwie prowincje: Dolny i Górny Śląsk. W 1938 r. obie prowincje ponownie połączono, ale w 1941 r. znowu dokonano podziału. W czasie II wojny światowej utworzono dodatkowo rejencję katowicką, a rejencja opolska objęła anektowane tereny powiatów Blachownia i Zawiercie z województwa kieleckiego II Rzeczypospolitej.

### Podział administracyjny w roku 1910

#### Rejencja wrocławska
(niem. Regierungsbezirk Breslau)
| Powiaty miejskie 1. Breslau (Wrocław) 2. Brieg (Brzeg) 3. Schweidnitz (Świdnica) Powiaty ziemskie 1. Breslau (Wrocław) 2. Brieg (Brzeg) 3. Frankenstein (Ząbkowice Śląskie) 4. Glatz (Kłodzko) 5. Groß Wartenberg (Syców) 6. Guhrau (Góra) 7. Habelschwerdt (Bystrzyca Kłodzka) 8. Militsch (Milicz) 9. Münsterberg (Ziębice) | 1. Namslau (Namysłów) 2. Neumarkt (Środa Śląska) 3. Neurode (Nowa Ruda) 4. Nimptsch (Niemcza) 5. Oels (Oleśnica) 6. Ohlau (Oława) 7. Reichenbach (Dzierżoniów) 8. Schweidnitz (Świdnica) 9. Steinau (Ścinawa) 10. Strehlen (Strzelin) 11. Striegau (Strzegom) 12. Trebnitz (Trzebnica) 13. Waldenburg (Wałbrzych) 14. Wohlau (Wołów) |

#### Rejencja legnicka
(niem. Regierungsbezirk Liegnitz)
| Powiaty miejskie 1. Görlitz (Zgorzelec) 2. Liegnitz (Legnica) Powiaty ziemskie 1. Bolkenhain (Bolków) 2. Bunzlau (Bolesławiec) 3. Freystadt (Kożuchów) 4. Glogau (Głógów) 5. Goldberg-Haynau (Złotoryja-Chojnów) 6. Görlitz (Zgorzelec) 7. Grünberg (Zielona Góra) 8. Hirschberg (Jelenia Góra) | 1. Hoyerswerda (Wojerecy) 2. Jauer (Jawor) 3. Landeshut (Kamienna Góra) 4. Lauban (Lubań) 5. Liegnitz (Legnica) 6. Löwenberg (Lwówek Śląski) 7. Lüben (Lubin) 8. Rothenburg 9. Sagan (Żagań) 10. Schönau (Świerzawa) 11. Sprottau (Szprotawa) |

#### Rejencja opolska
(niem. Regierungsbezirk Oppeln)
| Powiaty miejskie 1. Beuthen (Bytom) 2. Gleiwitz (Gliwice) 3. Kattowitz (Katowice) 4. Königshütte (Królewska Huta) 5. Oppeln (Opole) 6. Ratibor (Racibórz) Powiaty ziemskie 1. Beuthen O.S. (Bytom) 2. Cosel (Koźle) 3. Falkenberg O.S. (Niemodlin) 4. Groß Strehlitz (Strzelce Opolskie) 5. Grottkau (Grodków) | 1. Kattowitz (Katowice) 2. Kreuzburg (Kluczbork) 3. Leobschütz (Głubczyce) 4. Lublinitz (Lubliniec) 5. Neiße (Nysa) 6. Neustadt O.S. (Prudnik) 7. Oppeln (Opole) 8. Pleß (Pszczyna) 9. Ratibor (Racibórz) 10. Rosenberg O.S. (Olesno) 11. Rybnik (Rybnik) 12. Beuthen-Tarnowitz (Tarnowskie Góry) 13. Tost-Gleiwitz (Toszek-Gliwice) 14. Zabrze / Hindenburg |

## Nadprezydenci prowincji
| - 1816–1820: Friedrich Theodor von Merckel - 1824–1825: Moritz Haubold von Schönberg - 1825: Ludwig Friedrich Viktor Hans von Bülow - 1825–1845: Friedrich Theodor von Merckel - 1845–1848: Wilhelm Felix Heinrich Magnus von Wedell - 1848: Hans Ludwig David York von Wartenburg - 1848: Julius Hermann Pinder - 1848–1868: Johann Eduard von Schleinitz - 1869–1872: Eberhard zu Stolberg-Wernigerode - 1873–1874: Ferdinand von Nordenflycht | - 1874–1877: Adolf von Arnim-Boitzenburg - 1877–1879: Robert von Puttkamer - 1879–1894: Otto Theodor von Seydewitz - 1894–1903: Hermann von Hatzfeldt-Trachenberg - 1903–1909: Robert von Zedlitz-Trützschler - 1910: Johann von Dallwitz - 1910–1919: Hans Lauchlan von Guenther - 1919: Felix Philipp - 1919–1938: podział na Dolny Śląsk (prowincja) oraz Górny Śląsk (prowincja) - 1938–1941: Josef Wagner |

## Ludność
|                              | 1817      | 1849      | 1939      |
| ---------------------------- | --------- | --------- | --------- |
| Regierungsbezirk Breslau     | 510 617   | 1 174 679 | 1 970 856 |
| Regierungsbezirk Liegnitz    | 499 788   | 921 002   | 1 316 588 |
| Regierungsbezirk Reichenbach | 465 575   | –         | –         |
| Regierungsbezirk Oppeln      | 516 618   | 965 912   | 1 350 202 |
| Regierungsbezirk Kattowitz   | –         | –         | 2 824 415 |
| Razem                        | 1 992 598 | 3 061 593 | 7 462 061 |

W początkach XIX wieku Śląsk Pruski zamieszkiwali Niemcy, Polacy, Czesi, Morawianie, Łużyczanie i Żydzi. Georg Hassel podaje szczegółowe dane dot. struktury narodowościowej (Nationalverschiedenheit) całej prowincji i poszczególnych rejencji w swojej pracy z 1823 roku:
| Grupa etniczna | wg Georga Hassela | %    | wg S. Platera   | %    | wg T. Ładogórskiego | %    |
| -------------- | ----------------- | ---- | --------------- | ---- | ------------------- | ---- |
| Niemcy         | 1 561 570         | 75,6 | 1 550 000       | 70,5 | 1 303 300           | 74,6 |
| Polacy         | 444 000           | 21,5 | 600 000         | 27,3 | 401 900             | 23,0 |
| Łużyczanie     | 24 500            | 1,2  | 30 000          | 1,4  | 900                 | 0,1  |
| Czesi          | 5500              | 0,3  |                 |      | 32 600              | 1,9  |
| Morawianie     | 12 000            | 0,6  |                 |      |                     |      |
| Żydzi          | 16 916            | 0,8  | 20 000          | 0,9  | 8900                | 0,5  |
| Łącznie        | ok. 2,1 miliona   | 100  | ok. 2,2 miliona | 100  | ok. 1,8 miliona     | 100  |

W grudniu 1939 roku ludność prowincji Śląsk wynosiła 7 462 061, co przy powierzchni 47 597 km² daje 156,8 mieszkańca na km².
| Narodowość i język ludności rejencji katowickiej w 1940 roku |           |         |          |       |        |
| Narodowość                                                   |           |         |          |       |        |
| niemiecka                                                    | polska    | śląska  | żydowska | inne  | czeska |
| 1 089 600                                                    | 931 121   | 157 057 | 88 746   | 3939  | 46 877 |
| 47,02%                                                       | 40,18%    | 6,78%   | 3,83%    | 0,17% | 2,02%  |
| Język                                                        |           |         |          |       |        |
| niemiecki                                                    | polski    | śląski  | żydowski | inne  | czeski |
| 897 812                                                      | 1 007 014 | 288 445 | 83 624   | 4128  | 30 312 |
| 38,74%                                                       | 43,45%    | 12,45%  | 3,61%    | 0,18% | 1,57%  |

## Wykaz miast (stan na 1 grudnia 1905)
| Herb | Miasto                                  | Nazwa niem. 1905             | Ludność 1905 | Rejencja 1905 | Powiat 1905                               | Obecna lokacja  |
| ---- | --------------------------------------- | ---------------------------- | ------------ | ------------- | ----------------------------------------- | --------------- |
|      | Wrocław                                 | Breslau                      | 470 904      | wrocławska    | Wrocław-Miasto (Breslau-Stadt)            | Polska          |
|      | Zgorzelec (+Zgorzelec)                  | Görlitz                      | 83 766       | legnicka      | Zgorzelec-Miasto (Görlitz-Stadt)          | Niemcy · Polska |
|      | Królewska Huta (miasto od 1869)         | Königshütte                  | 66 042       | opolska       | Królewska Huta-Miasto (Königshütte-Stadt) | Polska          |
|      | Gliwice                                 | Gleiwitz                     | 61 326       | opolska       | Gliwice-Miasto (Gleiwitz-Stadt)           | Polska          |
|      | Bytom                                   | Beuthen                      | 60 273       | opolska       | Bytom-Miasto (Beuthen-Stadt)              | Polska          |
|      | Legnica                                 | Liegnitz                     | 59 749       | legnicka      | Legnica-Miasto (Liegnitz-Stadt)           | Polska          |
|      | Zabrze (miasto od 1922)                 | Zabrze                       | 55 634       | opolska       | zabrski (Zabrze)                          | Polska          |
|      | Katowice (miasto od 1865)               | Kattowitz                    | 35 772       | opolska       | Katowice-Miasto (Kattowitz-Stadt)         | Polska          |
|      | Racibórz                                | Ratibor                      | 32 690       | opolska       | Racibórz-Miasto (Ratibor-Stadt)           | Polska          |
|      | Opole                                   | Oppeln                       | 30 765       | opolska       | Opole-Miasto (Oppeln-Stadt)               | Polska          |
|      | Świdnica                                | Schweidnitz                  | 30 540       | wrocławska    | Świdnica-Miasto (Schweidnitz-Stadt)       | Polska          |
|      | Brzeg                                   | Brieg                        | 27 486       | wrocławska    | Brzeg-Miasto (Brieg-Stadt)                | Polska          |
|      | Nysa                                    | Neisse                       | 25 390       | opolska       | Nysa-Miasto (Neisse-Stadt)                | Polska          |
|      | Zielona Góra                            | Grünberg                     | 21 630       | legnicka      | zielonogórski (Grünberg)                  | Polska          |
|      | Prudnik                                 | Neustadt                     | 20 190       | opolska       | prudnicki (Neustadt)                      | Polska          |
|      | Bielawa (miasto od 1924)                | Langenbielau                 | 19 666       | wrocławska    | dzierżoniowski (Reichenbach)              | Polska          |
|      | Jelenia Góra                            | Hirschberg                   | 19 317       | legnicka      | jeleniogórski (Hirschberg)                | Polska          |
|      | Wałbrzych                               | Waldenburg                   | 16 435       | wrocławska    | wałbrzyski (Waldenburg)                   | Polska          |
|      | Kłodzko                                 | Glatz                        | 16 052       | wrocławska    | kłodzki (Glatz)                           | Polska          |
|      | Dzierżoniów                             | Reichenbach in Eulengebirge  | 15 984       | wrocławska    | dzierżoniowski (Reichenbach)              | Polska          |
|      | Mysłowice (miasto od 1861)              | Myslowitz                    | 15 838       | opolska       | katowicki (Kattowitz-Land)                | Polska          |
|      | Bolesławiec                             | Bunzlau                      | 15 782       | legnicka      | bolesławiecki (Bunzlau)                   | Polska          |
|      | Lubań                                   | Lauban                       | 14 624       | legnicka      | lubański (Lauban)                         | Polska          |
|      | Żagań                                   | Sagan                        | 14 208       | legnicka      | żagański (Sagan)                          | Polska          |
|      | Strzegom                                | Striegau                     | 13 427       | wrocławska    | strzegomski (Striegau)                    | Polska          |
|      | Jawor                                   | Jauer                        | 13 307       | legnicka      | jaworski (Jauer)                          | Polska          |
|      | Kamienna Góra                           | Landeshut                    | 13 125       | legnicka      | kamiennogórski (Landeshut)                | Polska          |
|      | Nowa Sól                                | Neusalz                      | 13 002       | legnicka      | kożuchowski (Freystadt)                   | Polska          |
|      | Tarnowskie Góry                         | Tarnowitz                    | 12 721       | opolska       | tarnogórski (Tarnowitz)                   | Polska          |
|      | Głubczyce                               | Leobschütz                   | 12 700       | opolska       | głubczycki (Leobschütz)                   | Polska          |
|      | Oleśnica                                | Oels                         | 10 944       | wrocławska    | oleśnicki (Oels)                          | Polska          |
|      | Kluczbork                               | Kreuzburg                    | 12 700       | opolska       | kluczborski (Kreuzburg)                   | Polska          |
|      | Boguszów                                | Gottesberg                   | 10 536       | wrocławska    | wałbrzyski (Waldenburg)                   | Polska          |
|      | Rybnik                                  | Rybnik                       | 10 445       | opolska       | rybnicki (Rybnik)                         | Polska          |
|      | Chojnów                                 | Haynau                       | 10 119       | legnicka      | złotoryjsko-chojnowski (Goldberg-Haynau)  | Polska          |
|      | Świebodzice                             | Freiburg                     | 9606         | wrocławska    | świdnicki (Schweidnitz)                   | Polska          |
|      | Oława                                   | Ohlau                        | 9233         | wrocławska    | oławski (Ohlau)                           | Polska          |
|      | Strzelin                                | Strehlen                     | 8999         | wrocławska    | strzeliński (Strehlen)                    | Polska          |
|      | Głuchołazy                              | Ziegenhals                   | 8673         | opolska       | nyski (Neisse-Land)                       | Polska          |
|      | Ziębice                                 | Münsterberg                  | 8475         | wrocławska    | ziębicki (Münsterberg)                    | Polska          |
|      | Ząbkowice Śląskie                       | Frankenstein                 | 8404         | wrocławska    | ząbkowicki (Frankenstein)                 | Polska          |
|      | Szprotawa                               | Sprottau                     | 7900         | legnicka      | szprotawski (Sprottau)                    | Polska          |
|      | Mikołów                                 | Nikolai                      | 7720         | opolska       | pszczyński (Pleß)                         | Polska          |
|      | Koźle                                   | Kosel                        | 7499         | opolska       | kozielski (Cosel)                         | Polska          |
|      | Nowa Ruda                               | Neurode                      | 7298         | wrocławska    | noworudzki (Neurode)                      | Polska          |
|      | Głogówek                                | Oberglogau                   | 7010         | opolska       | prudnicki (Neustadt)                      | Polska          |
|      | Trzebnica                               | Trebnitz                     | 6853         | wrocławska    | trzebnicki (Trebnitz)                     | Polska          |
|      | Złotoryja                               | Goldberg                     | 6804         | legnicka      | złotoryjsko-chojnowski (Goldberg-Haynau)  | Polska          |
|      | Lubin                                   | Lüben                        | 6568         | legnicka      | lubiński (Lüben)                          | Polska          |
|      | Namysłów                                | Namslau                      | 6183         | wrocławska    | namysłowski (Namslau)                     | Polska          |
|      | Paczków                                 | Patschkau                    | 6153         | opolska       | nyski (Neisse-Land)                       | Polska          |
|      | Lwówek Śląski                           | Löwenberg                    | 5682         | legnicka      | lwówecki (Löwenberg)                      | Polska          |
|      | Kowary                                  | Schmiedeberg                 | 5675         | legnicka      | jeleniogórski (Hirschberg)                | Polska          |
|      | Strzelce Opolskie                       | Groß Strehlitz               | 5656         | opolska       | strzelecki (Groß Strehlitz)               | Polska          |
|      | Brochów (miasto od 1939)                | Brockau                      | 5487         | wrocławska    | wrocławski (Breslau-Land)                 | Polska          |
|      | Wołów                                   | Wohlau                       | 5311         | wrocławska    | wołowski (Wohlau)                         | Polska          |
|      | Olesno                                  | Rosenberg                    | 5222         | opolska       | oleski (Rosenberg)                        | Polska          |
|      | Pszczyna                                | Pleß                         | 5190         | opolska       | pszczyński (Pleß)                         | Polska          |
|      | Wojerecy                                | Hoyerswerda                  | 5136         | legnicka      | wojerecki (Hoyerswerda)                   | Niemcy          |
|      | Środa Śląska                            | Neumarkt                     | 5118         | wrocławska    | średzki (Neumarkt)                        | Polska          |
|      | Mieroszów                               | Friedland in Niederschlesien | 4947         | wrocławska    | wałbrzyski (Waldenburg)                   | Polska          |
|      | Lubawka                                 | Liebau                       | 4892         | legnicka      | kamiennogórski (Landeshut)                | Polska          |
|      | Pyskowice                               | Peiskretscham                | 4865         | opolska       | toszecko-gliwicki (Tost-Gleiwitz)         | Polska          |
|      | Góra                                    | Guhrau                       | 4798         | wrocławska    | górowski (Guhrau)                         | Polska          |
|      | Kożuchów                                | Freystadt                    | 4675         | legnicka      | kożuchowski (Freystadt)                   | Polska          |
|      | Żory                                    | Sohrau                       | 4642         | opolska       | rybnicki (Rybnik)                         | Polska          |
|      | Grodków                                 | Grottkau                     | 4537         | opolska       | grodkowski (Grottkau)                     | Polska          |
|      | Bierutów                                | Bernstadt                    | 4480         | wrocławska    | oleśnicki (Oels)                          | Polska          |
|      | Ścinawa                                 | Steinau an der Oder          | 4337         | wrocławska    | ścinawski (Steinau)                       | Polska          |
|      | Chocianów (miasto od 1895)              | Kotzenau                     | 4118         | legnicka      | lubiński (Lüben)                          | Polska          |
|      | Mużaków (+Łęknica)                      | Muskau                       | 4077         | legnicka      | różbarski (Rothenburg)                    | ()              |
|      | Cieplice Śląskie-Zdrój (miasto od 1935) | Warmbrunn                    | 4077         | legnicka      | jeleniogórski (Hirschberg)                | Polska          |
|      | Kietrz                                  | Katscher                     | 4026         | opolska       | głubczycki (Leobschütz)                   | Polska          |
|      | Bolków                                  | Bolkenhain                   | 3959         | legnicka      | bolkowski (Bolkenhain)                    | Polska          |
|      | Milicz                                  | Militsch                     | 3692         | wrocławska    | milicki (Militsch)                        | Polska          |
|      | Lubliniec                               | Lublinitz                    | 3656         | opolska       | lubliniecki (Lublinitz)                   | Polska          |
|      | Otmuchów                                | Ottmachau                    | 3650         | opolska       | grodkowski (Grottkau)                     | Polska          |
|      | Wołczyn                                 | Konstadt                     | 3561         | opolska       | kluczborski (Kreuzburg)                   | Polska          |
|      | Lądek-Zdrój                             | Landeck                      | 3481         | wrocławska    | bystrzycki (Habelschwerdt)                | Polska          |
|      | Lewin Brzeski                           | Löwen                        | 3450         | wrocławska    | brzeski (Brieg-Land)                      | Polska          |
|      | Gryfów Śląski                           | Greiffenberg                 | 3415         | legnicka      | lwówecki (Löwenberg)                      | Polska          |
|      | Żmigród                                 | Trachenberg                  | 3361         | wrocławska    | milicki (Militsch)                        | Polska          |
|      | Krapkowice                              | Krappitz                     | 3230         | opolska       | opolski (Oppeln-Land)                     | Polska          |
|      | Duszniki-Zdrój                          | Reinerz                      | 3139         | wrocławska    | kłodzki (Glatz)                           | Polska          |
|      | Wodzisław Śląski                        | Loslau                       | 3126         | opolska       | rybnicki (Rybnik)                         | Polska          |
|      | Bytom Odrzański                         | Beuthen an der Oder          | 3706         | legnicka      | kożuchowski (Freystadt)                   | Polska          |
|      | Hulczyn                                 | Hultschin                    | 2942         | opolska       | raciborski (Ratibor)                      | Czechy          |
|      | Międzylesie                             | Mittelwalde                  | 2932         | wrocławska    | bystrzycki (Habelschwerdt)                | Polska          |
|      | Kąty Wrocławskie                        | Kanth                        | 2914         | wrocławska    | średzki (Neumarkt)                        | Polska          |
|      | Dobrodzień                              | Guttentag                    | 2884         | opolska       | lubliniecki (Lublinitz)                   | Polska          |
|      | Przemków                                | Primkenau                    | 2850         | legnicka      | szprotawski (Sprottau)                    | Polska          |
|      | Biała                                   | Zülz                         | 2816         | opolska       | prudnicki (Neustadt)                      | Polska          |
|      | Baborów                                 | Bauerwitz                    | 2771         | opolska       | głubczycki (Leobschütz)                   | Polska          |
|      | Radków                                  | Wünschelburg                 | 2769         | wrocławska    | noworudzki (Neurode)                      | Polska          |
|      | Zawidów                                 | Seidenberg                   | 2707         | legnicka      | lubański (Lauban)                         | Polska          |
|      | Mirsk                                   | Friedeberg                   | 2644         | legnicka      | lwówecki (Löwenberg)                      | Polska          |
|      | Rolany                                  | Ruhland                      | 2476         | legnicka      | wojerecki (Hoyerswerda)                   | Niemcy          |
|      | Leśna                                   | Marklissa                    | 2466         | legnicka      | lubański (Lauban)                         | Polska          |
|      | Toszek                                  | Tost                         | 2414         | opolska       | toszecko-gliwicki (Tost-Gleiwitz)         | Polska          |
|      | Wiązów                                  | Wansen                       | 2355         | wrocławska    | oławski (Ohlau)                           | Polska          |
|      | Twardogóra                              | Festenberg                   | 2338         | wrocławska    | sycowski (Groß Wartenberg)                | Polska          |
|      | Byczyna                                 | Pitschen                     | 2306         | opolska       | kluczborski (Kreuzburg)                   | Polska          |
|      | Syców                                   | Groß Wartenberg              | 2299         | wrocławska    | sycowski (Groß Wartenberg)                | Polska          |
|      | Sobótka                                 | Zobten                       | 2280         | wrocławska    | świdnicki (Schweidnitz)                   | Polska          |
|      | Niska (miasto od 1935)                  | Niesky                       | 2218         | legnicka      | różbarski (Rothenburg)                    | Niemcy          |
|      | Niemcza                                 | Nimptsch                     | 2216         | wrocławska    | niemczański (Nimptsch)                    | Polska          |
|      | Ujazd                                   | Ujest                        | 2214         | opolska       | strzelecki (Groß Strehlitz)               | Polska          |
|      | Psie Pole (miasto do 1928)              | Hundsfeld                    | 2168         | wrocławska    | oleśnicki (Oels)                          | Polska          |
|      | Niemodlin                               | Falkenberg                   | 2158         | opolska       | niemodliński (Falkenberg)                 | Polska          |
|      | Bieruń (miasto od 1865)                 | Berun                        | 2145         | opolska       | pszczyński (Pleß)                         | Polska          |
|      | Kulów                                   | Wittichenau                  | 2087         | legnicka      | wojerecki (Hoyerswerda)                   | Niemcy          |
|      | Rychbach                                | Reichenbach in Oberlausitz   | 2085         | legnicka      | zgorzelecki (Görlitz)                     | Niemcy          |
|      | Korfantów (miasto od 1867)              | Friedland in Oberschlesien   | 2074         | opolska       | niemodliński (Falkenberg)                 | Polska          |
|      | Prochowice                              | Parchwitz                    | 2069         | legnicka      | legnicki (Liegnitz-Land)                  | Polska          |
|      | Złoty Stok                              | Reichenstein                 | 2064         | wrocławska    | ząbkowicki (Frankenstein)                 | Polska          |
|      | Miasteczko Śląskie (miasto od 1866)     | Georgenberg                  | 2040         | opolska       | tarnogórski (Tarnowitz)                   | Polska          |
|      | Nowogrodziec                            | Naumburg am Queis            | 1954         | legnicka      | bolesławiecki (Bunzlau)                   | Polska          |
|      | Wąsosz                                  | Herrnstadt                   | 1864         | wrocławska    | górowski (Guhrau)                         | Polska          |
|      | Leśnica                                 | Leschnitz                    | 1830         | opolska       | strzelecki (Groß Strehlitz)               | Polska          |
|      | Wińsko                                  | Winzig                       | 1814         | wrocławska    | wołowski (Wohlau)                         | Polska          |
|      | Prusice                                 | Prausnitz                    | 1805         | wrocławska    | milicki (Militsch)                        | Polska          |
|      | Biała Woda (miasto od 1935)             | Weißwasser                   | 1779         | legnicka      | różbarski (Rothenburg)                    | Niemcy          |
|      | Chełmsko Śląskie                        | Schömberg                    | 1716         | legnicka      | kamiennogórski (Landeshut)                | Polska          |
|      | Świerzawa                               | Schönau an der Katzbach      | 1706         | legnicka      | świerzawski (Schönau)                     | Polska          |
|      | Polkowice                               | Polkwitz                     | 1654         | legnicka      | głogowski (Glogau)                        | Polska          |
|      | Lubomierz                               | Liebenthal                   | 1624         | legnicka      | lwówecki (Löwenberg)                      | Polska          |
|      | Nowe Miasteczko                         | Neustädtel                   | 1418         | legnicka      | kożuchowski (Freystadt)                   | Polska          |
|      | Woźniki (miasto od 1858)                | Woischnik                    | 1411         | opolska       | lubliniecki (Lublinitz)                   | Polska          |
|      | Przewóz                                 | Priebus                      | 1394         | legnicka      | żagański (Sagan)                          | Polska          |
|      | Lewin Kłodzki                           | Hummelstadt                  | 1346         | wrocławska    | kłodzki (Glatz)                           | Polska          |
|      | Uraz                                    | Auras                        | 1345         | wrocławska    | wołowski (Wohlau)                         | Polska          |
|      | Rudna                                   | Raudten                      | 1337         | wrocławska    | ścinawski (Steinau)                       | Polska          |
|      | Bardo                                   | Wartha                       | 1312         | wrocławska    | ząbkowicki (Frankenstein)                 | Polska          |
|      | Sulików                                 | Schönberg                    | 1302         | legnicka      | lubański (Lauban)                         | Polska          |
|      | Brzeg Dolny                             | Dyhernfurth                  | 1294         | wrocławska    | wołowski (Wohlau)                         | Polska          |
|      | Różbark                                 | Rothenburg in Oberlausitz    | 1263         | legnicka      | różbarski (Rothenburg)                    | Niemcy          |
|      | Międzybórz                              | Neumittelwalde               | 1229         | wrocławska    | sycowski (Groß Wartenberg)                | Polska          |
|      | Srebrna Góra                            | Silberberg                   | 1125         | wrocławska    | ząbkowicki (Frankenstein)                 | Polska          |
|      | Chobienia                               | Köben an der Oder            | 1114         | wrocławska    | ścinawski (Steinau)                       | Polska          |
|      | Gorzów Śląski                           | Landsberg                    | 1107         | opolska       | oleski (Rosenberg)                        | Polska          |
|      | Czerwieńsk                              | Rothenburg an der Oder       | 1104         | legnicka      | zielonogórski (Grünberg)                  | Polska          |
|      | Wleń                                    | Lähn                         | 1104         | legnicka      | lwówecki (Löwenberg)                      | Polska          |
|      | Sułów                                   | Sulau                        | 1085         | wrocławska    | milicki (Militsch)                        | Polska          |
|      | Rychtal                                 | Reichthal                    | 1083         | wrocławska    | namysłowski (Namslau)                     | Polska          |
|      | Sośnicowice (miasto od 1853)            | Kieferstädtel                | 961          | opolska       | toszecko-gliwicki (Tost-Gleiwitz)         | Polska          |
|      | Skorogoszcz                             | Schurgast                    | 949          | opolska       | niemodliński (Falkenberg)                 | Polska          |
|      | Otyń                                    | Deutsch Wartenberg           | 820          | legnicka      | zielonogórski (Grünberg)                  | Polska          |
|      | Nowogród Bobrzański                     | Naumburg am Bober            | 804          | legnicka      | żagański (Sagan)                          | Polska          |
|      | Sława                                   | Schlawa                      | 766          | legnicka      | kożuchowski (Freystadt)                   | Polska          |
|      | Karłowice (miasto do 18??)              | Karlsmarkt                   | 728          | wrocławska    | brzeski (Brieg-Land)                      | Polska          |
|      | Dobroszyce (miasto do 1928)             | Juliusburg                   | 715          | wrocławska    | oleśnicki (Oels)                          | Polska          |
|      | Dobromierz                              | Hohenfriedeberg              | 706          | legnicka      | bolkowski (Bolkenhain)                    | Polska          |
|      | Czernina                                | Tschirnau                    | 686          | wrocławska    | górowski (Guhrau)                         | Polska          |
|      | Lubiąż (miasto do 1844)                 | Leubus                       | 675          | wrocławska    | wołowski (Wohlau)                         | Polska          |
|      | Strupina                                | Stroppen                     | 631          | wrocławska    | trzebnicki (Trebnitz)                     | Polska          |
|      | Cieszków (miasto do 1843)               | Freyhan                      | 565          | wrocławska    | milicki (Militsch)                        | Polska          |
|      | Bolesławów (miasto do 1892)             | Wilhelmsthal                 | 552          | wrocławska    | bystrzycki (Habelschwerdt)                | Polska          |
|      | Miedzianka                              | Kupferberg                   | 507          | legnicka      | świerzawski (Schönau)                     | Polska          |

## Miasta

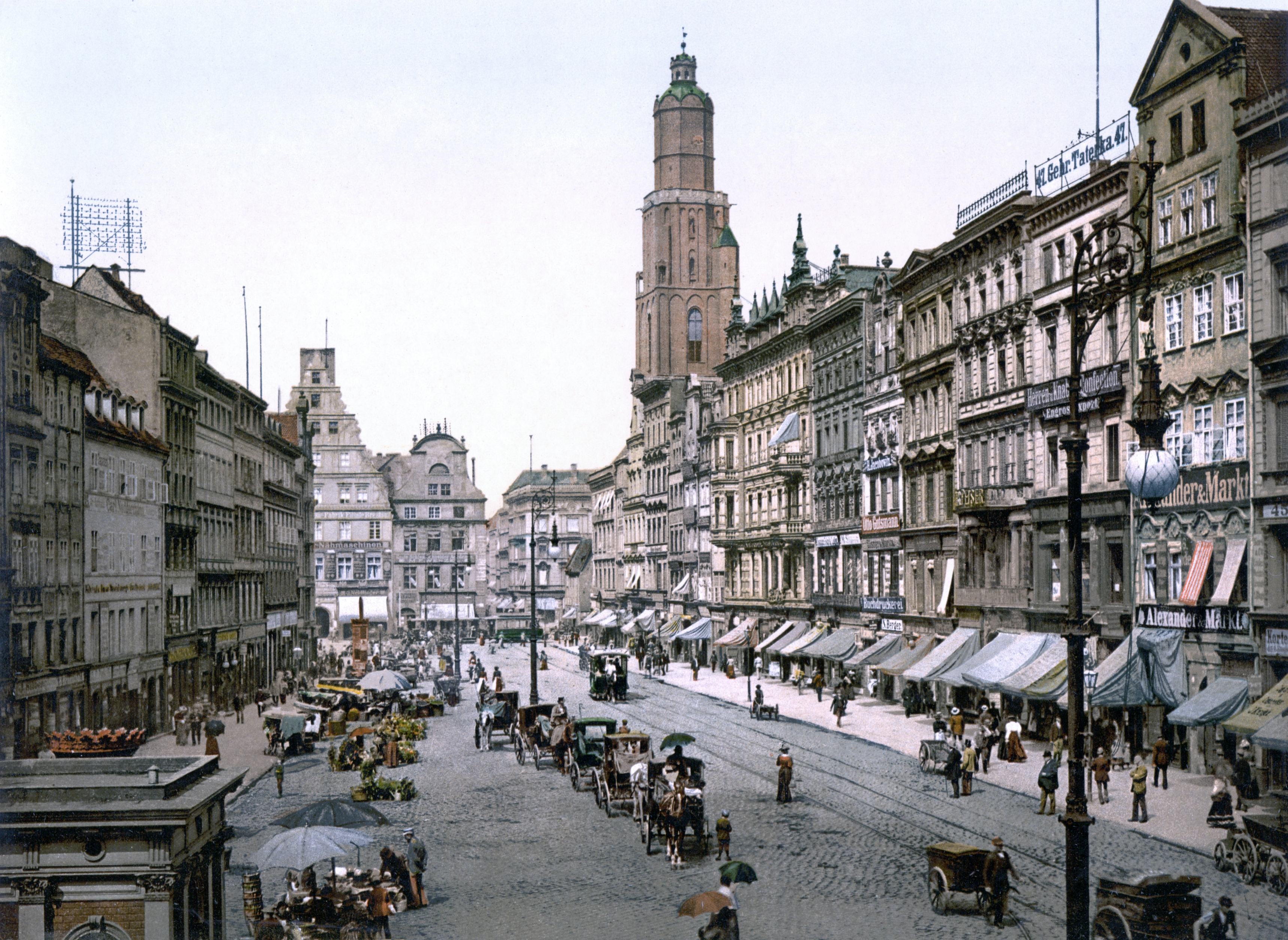
Wrocław, 1890–1900

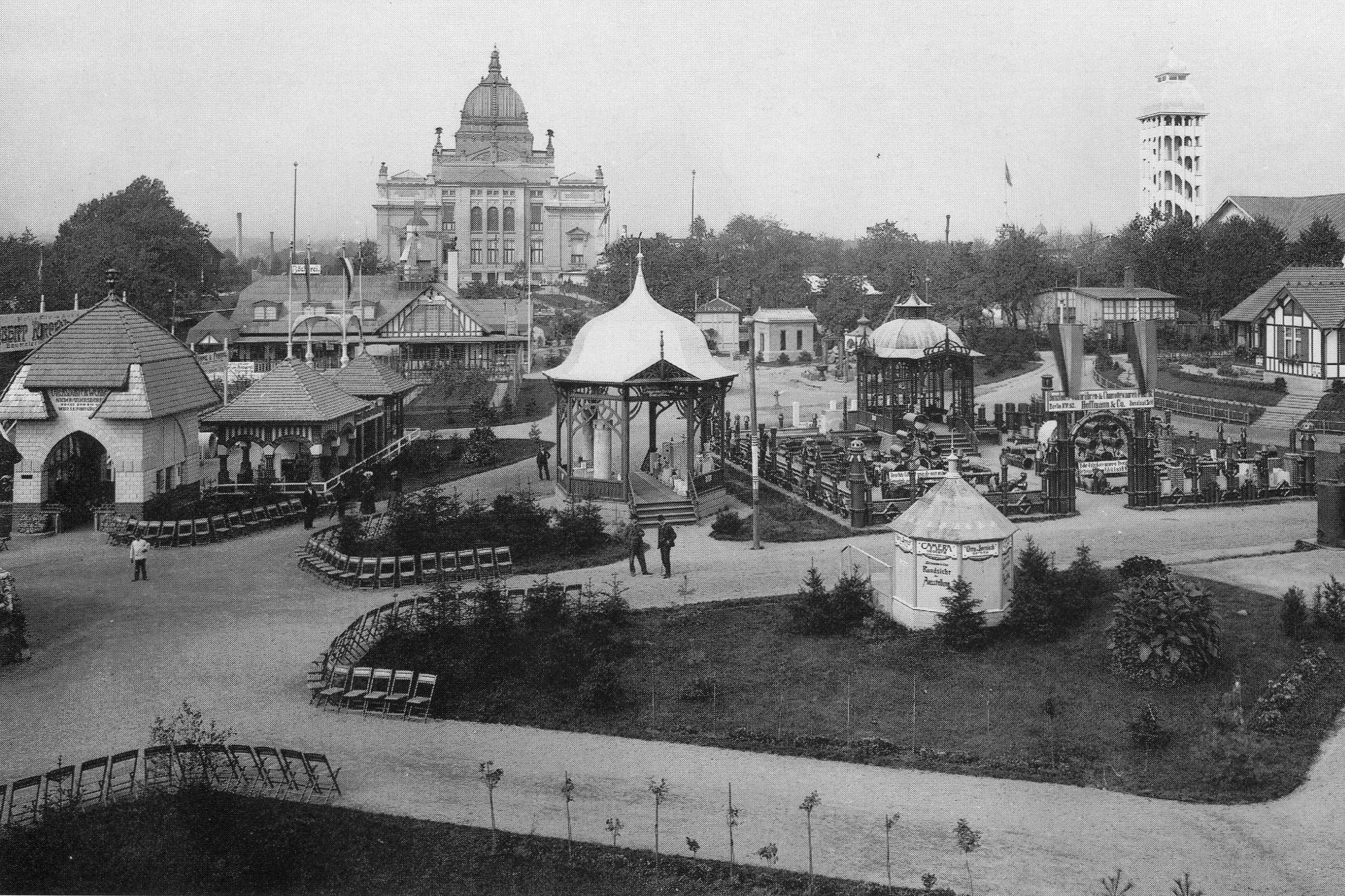
Zgorzelec, ok. 1905

Największe miasta prowincji na przełomie XIX i XX wieku:
|     | miasto            | pop. 1900 | pop. 1910 | rejencja   | 2014   |
| --- | ----------------- | --------- | --------- | ---------- | ------ |
| 1.  | Wrocław           | 422 709   | 512 105   | wrocławska | Polska |
| 2.  | Görlitz/Zgorzelec | 80 931    | 85 806    | legnicka   | /      |
| 3.  | Królewska Huta    | 57 919    | 72 641    | opolska    | Polska |
| 4.  | Bytom             | 51 404    | 67 718    | opolska    | Polska |
| 5.  | Gliwice           | 52 362    | 66 981    | opolska    | Polska |
| 6.  | Legnica           | 54 882    | 66 620    | legnicka   | Polska |
| 7.  | Katowice          | 31 738    | 43 173    | opolska    | Polska |
| 8.  | Racibórz          | 25 250    | 38 424    | opolska    | Polska |
| 9.  | Opole             | 30 112    | 33 907    | opolska    | Polska |
| 10. | Świdnica          | 28 439    | 31 329    | wrocławska | Polska |